# Tottenham Hotspur Stadium
Tottenham Hotspur Stadium é um estádio de futebol de propriedade do Tottenham Hotspur Football Club, localizado na cidade de Londres, Inglaterra. O novo estádio foi construído ao lado do White Hart Lane, antigo estádio do clube que fora demolido em 2017. O novo palco de jogos tem capacidade para 62.850 espectadores e é o o maior estádio particular de Londres e o segundo maior de clubes de futebol do país.

## História

### Os primeiros estádios dos Spurs

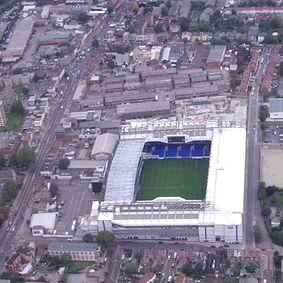
Vista aérea de White Hart Lane, demolido em 2017. A maior parte da área em vista foi reformada no projeto do novo estádio.

O Tottenham Hotspur foi formado em 1882 e os primeiros jogos do clube foram disputados em terrenos públicos em Tottenham Marshes. À medida que os jogos se tornavam mais populares junto do público e o número de espectadores aumentava, o clube decidiu mudar-se para um recinto fechado que lhe permitisse cobrar uma taxa de entrada e controlar a multidão. Em 1888, o clube alugou um campo em Asplins Farm, junto à linha de caminho de ferro, em Northumberland Park. Contudo, o campo ficou rapidamente superlotado e, em 1899, o clube mudou-se para um terreno pertencente à cervejeira Charringtons, a leste da Tottenham High Road, por trás do pub White Hart, que se tornou o campo de White Hart Lane.
Em 1905, o clube adquiriu o direito de propriedade do terreno, bem como um terreno adicional na extremidade norte (Paxton Road). A partir de 1909, foi construído um novo estádio com arquibancadas desenhadas por Archibald Leitch, ao longo de duas décadas e meia. Em 1934, o estádio tinha uma capacidade para cerca de 80 000 espectadores. Ao longo dos anos, o estádio sofreu várias alterações e as arquibancadas foram substituídas por assentos, o que reduziu a capacidade para cerca de 50.000 pessoas em 1979. No entanto, continuaram a existir áreas significativas para os torcedores de pé, incluindo a longa extensão de esplanada elevada preferida pelos torcedores no East Stand, conhecida como "The Shelf".
A partir do início da década de 1980, o White Hart Lane foi remodelado e, para cumprir a recomendação do Relatório Taylor de 1989, foi transformado num estádio para com todos os lugares com assentos. A capacidade do estádio foi reduzida para cerca de 36.000 lugares quando a remodelação ficou concluída em 1998. Nessa altura, a capacidade era inferior à de outros grandes clubes ingleses, muitos dos quais tencionavam se expandir ainda mais. Uma vez que as receitas de bilheteira constituíam, nesse período, uma parte substancial das receitas do clube (antes de serem dominadas pelos acordos relativos aos direitos de transmissão televisiva), o Tottenham começou a explorar formas de aumentar a capacidade do estádio para lhe permitir competir financeiramente de forma mais eficaz com os clubes rivais.
Ao longo dos anos, foram considerados vários projetos, incluindo a reconstrução do East Stand como uma estrutura de três níveis, e a mudança para estádios e locais diferentes, como Picketts Lock e o Estádio Olímpico em Stratford, em Londres. Nenhum destes planos se concretizou, à exceção de uma proposta de remodelação do local existente, que viria a se tornar o Northumberland Development Project.

### Planejamento
O clube anunciou pela primeira vez em 2007 que a remodelação das atuais instalações era uma das opções em estudo.Em abril de 2008, o clube revelou que estava considerando a aquisição do Wingate Trading Estate, imediatamente adjacente a norte de White Hart Lane, para a construção do estádio. Em outubro de 2008, foi anunciado o Northumberland Development Project, que incluía a construção de um estádio, bem como de um museu do clube, habitações, lojas e outras instalações. O plano inicial era que o Tottenham se mudasse para o novo estádio, enquanto este estava parcialmente construído, no início da temporada 2012-13, ficando o estádio concluído no final da temporada seguinte. No entanto, o projeto sofreu atrasos, com o plano a sofrer várias revisões e a data de conclusão a ser adiada várias vezes. O clube também não se comprometeu totalmente a construir o estádio em Tottenham até janeiro de 2012, depois de ter perdido a sua candidatura ao Estádio Olímpico para o West Ham United.

O traçado do Northumberland Development Project

O primeiro plano do projeto, com um estádio com capacidade para 58.000 lugares, foi divulgado em abril de 2009 para consulta pública. Em outubro de 2009, foi então apresentado um projeto para um estádio com 56.000 lugares, concebido pelo KSS Design Group, e outros edifícios. A proposta, que incluía a demolição de oito edifícios classificados a nível local e dois edifícios classificados a nível nacional, foi criticada por grupos de conservação, incluindo o English Heritage, bem como pelo organismo consultivo do Governo para a arquitetura, a Commission for Architecture and the Built Environment. Em resposta às objeções, foi reapresentado em maio de 2010 um plano revisto, que mantinha alguns dos edifícios classificados. Este plano foi aceito pelo Conselho de Haringey em 30 de setembro de 2010 e, mais tarde, pelo prefeito de Londres, Boris Johnson, bem como pelo Governo. No entanto, apenas uma parte deste plano, a construção da Lilywhite House, foi implementada.
Em agosto de 2011, eclodiu um grande motim numa zona desfavorecida de Tottenham. O Conselho de Haringey, desejoso de manter o clube economicamente importante na comunidade, emitiu uma autorização da execução do projeto em 20 de setembro de 2011, e uma semana mais tarde retirou a exigência de pagamentos de infra-estruturas comunitárias normalmente exigidos para um projeto deste tipo. Numa declaração conjunta com o Conselho de Haringey em janeiro de 2012, o Tottenham anunciou que permaneceria em North Tottenham e trabalharia com o conselho para rejuvenescer a zona. Neste esquema, o Projeto de Desenvolvimento de Northumberland serviria de catalisador para um programa de regeneração de 20 anos criado pelo Conselho de Haringey. Em março de 2012, o Conselho de Haringey aprovou os planos para entregar aos Spurs os terrenos propriedade do conselho na área de desenvolvimento, incluindo parte do Wingate Trading Estate, bem como Paxton Road e Bill Nicholson Way. Também concordou com uma ordem de compra obrigatória (CPO) para comprar as restantes propriedades em Paxton Road que ainda não tinham sido vendidas. Após um longo atraso, o Secretário de Estado do Ministério das Comunidades e do Governo Local, Eric Pickles, confirmou a CPO em 11 de julho de 2014. O proprietário da restante empresa com dois lotes no local do empreendimento, a Archway Sheet Metal Works, tentou mas não conseguiu anular a decisão da CPO na Alta Corte de Justiça. Em 31 de março de 2015, os restantes lotes em Paxton Road foram adquiridos, permitindo que o empreendimento prosseguisse.
Foi revelado pela primeira vez em outubro de 2013 que o clube estava considerando um novo plano para um estádio multiusos que também pode acolher jogos de futebol americano. Em 8 de julho de 2015, o clube anunciou que tinha chegado a um acordo com a NFL para realizar um mínimo de dois jogos da NFL por ano numa parceria de 10 anos a partir de 2019. No mesmo dia, foi também anunciada uma nova equipe de projetistas, juntamente com um plano de projeto revisto, com a Populous, liderada por Christopher Lee, responsável pela concessão do estádio. Em dezembro de 2015, o Conselho de Haringey aprovou os planos revistos, incluindo a demolição de edifícios classificados localmente. O Prefeito de Londres também aprovou formalmente os planos em fevereiro de 2016.

### Construção
Os trabalhos de construção do projeto de desenvolvimento de Northumberland começaram em setembro de 2012, mas a construção do estádio propriamente dito só começou em 2015 devido ao litígio sobre a CPO. O estádio foi construído em duas fases principais, de modo a que White Hart Lane pudesse continuar sendo utilizado na temporada 2016-17, enquanto a construção ainda estava em curso. A primeira fase envolveu a construção da seção norte do estádio (incluindo o North, West e East Stand), enquanto a construção do South Stand começou na segunda fase, depois de White Hart Lane ter sido demolido. Uma grande parte do terreno a norte do estádio existente tinha sido limpa em 2014, enquanto decorria o litígio relativo ao CPO. Após a resolução do litígio, os trabalhos preliminares na cave tiveram início no verão de 2015, tendo os trabalhos de concreto e terraplanagem para a fundação pela Morrisroe começado no outono de 2015, com base em planos anteriormente aprovados e alterados.
O novo plano para o projeto foi aprovado em fevereiro de 2016, o que permitiu que a construção da estrutura principal do novo estádio começasse pouco depois. Para facilitar a construção da seção norte do estádio enquanto os jogos da última temporada ainda se realizavam no The Lane, o canto nordeste do White Hart Lane foi demolido no verão de 2016, após o final da temporada 2015-16. Desde a cave até ao nível 6, a construção desta seção é em concreto armado. Os três níveis superiores são construídos em estrutura metálica. Existem apenas seis núcleos em concreto armado para a circulação vertical dos espectadores, em vez dos oito previstos para um estádio desta dimensão, uma vez que tiveram de ser construídos na primeira fase de construção do estádio. A South Stand, construída na segunda fase, tem escadas abertas para os átrios.
A demolição da maior parte do restante terreno do White Hart Lane começou no dia a seguinte do último jogo em casa da temporada 2016-17, e a demolição foi concluída com todos os vestígios visíveis de White Hart Lane removidos no início de agosto de 2017. Os trabalhos de empilhamento para a Fase 2 da construção do estádio começaram em junho de 2017. Enquanto a seção norte construída na primeira fase é uma estrutura em grande parte de concreto, toda a arquibancada sul de nível único tem uma estrutura de aço para permitir uma construção mais rápida. As duas "árvores" de aço que sustentam a South Stand foram erguidas em dezembro de 2017. O anel de compressão que mantém a estrutura do telhado da rede de cabos foi concluído em fevereiro de 2018, e a estrutura do telhado levantada em março de 2018.
Partes do antigo White Hart Lane foram incorporadas no novo estádio - o agregado triturado da fundação de concreto do White Hart Lane foi misturado com concreto novo para criar o pavimento do átrio do novo estádio, e foram utilizados tijolos do East Stand para o Shelf Bar. Foram colocadas várias placas de patrimônio ao redor do estádio, assinalando pontos do antigo estádio, como o seu centro. O gramado foi colocado no início de outubro de 2018. O exterior do estádio foi acabado com 35.000 azulejos decorativos, 4.801 painéis metálicos perfurados e 2.505 painéis de vidro. O revestimento exterior do estádio foi concluído com os últimos painéis metálicos do "véu" instalados em março de 2019.

### Abertura
Quatro eventos de teste foram inicialmente planejados no estádio em agosto e início de setembro de 2018; os dois primeiros foram destinados apenas a funcionários e dirigentes do clube, e os dois seguintes abertos ao público com níveis crescentes de atendimento necessários para a emissão do certificado de segurança. No entanto, problemas com os sistemas críticos de segurança devido a fiação elétrica defeituosa atrasaram a conclusão do estádio, e esses dois jogos foram adiados para março de 2019. Em vez disso, foi realizado um evento de familiarização com os torcedores no estádio em dezembro de 2018. O primeiro jogo, um jogo de sub-18 entre o Tottenham e o Southampton, realizado em 24 de março, contou com a presença de 28.987 torcedores e foi vencido pelo Tottenham por 3-1, com o primeiro gol da história do estádio marcado por J'Neil Bennett. O segundo, um jogo das Lendas contra a Inter de Milão, em 30 de março, contou com 41.244 torcedores, mas foi derrotado por 4-5 para a equipe Inter Forever.

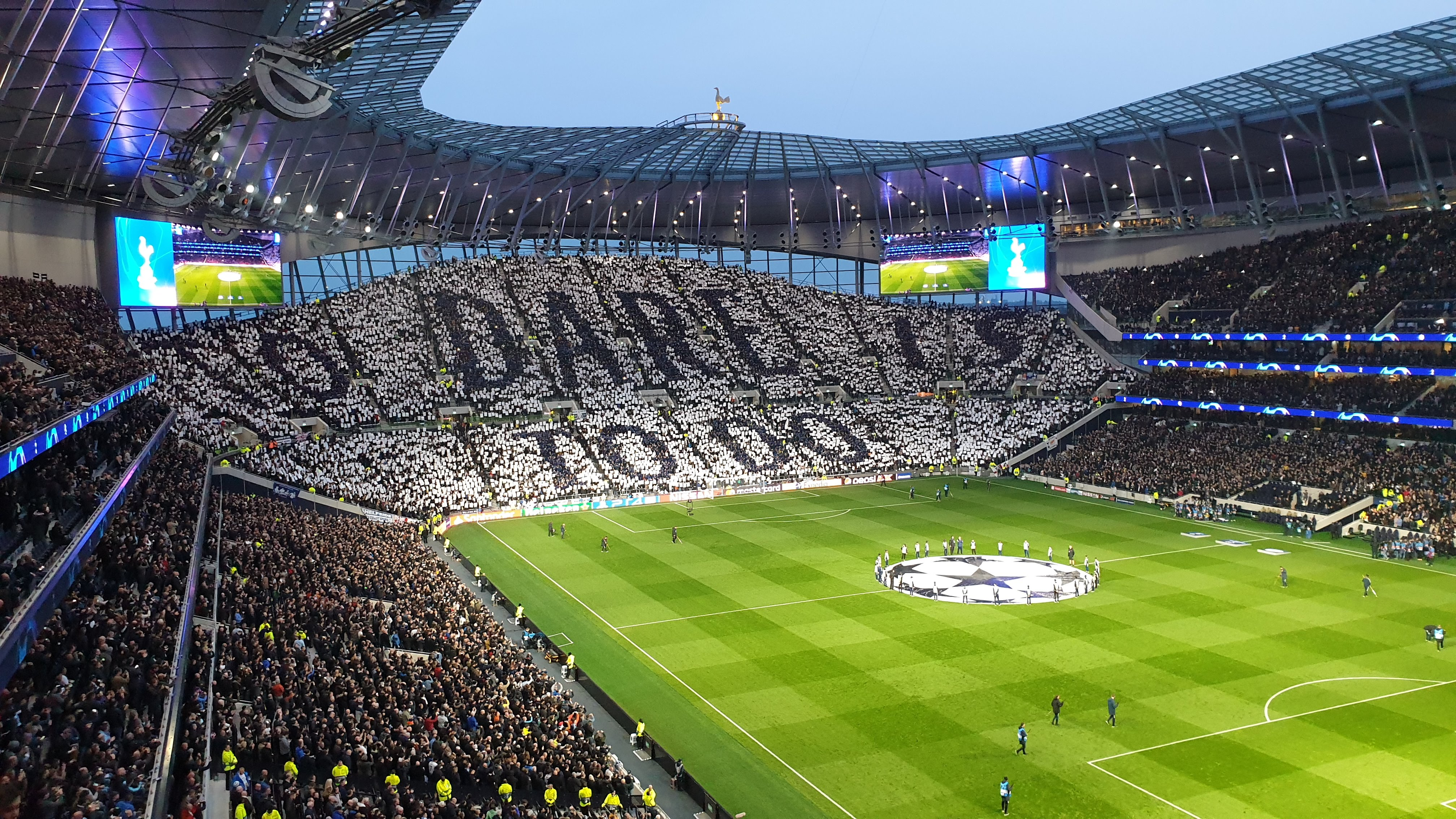
Interior do estádio.

A inauguração estava originalmente prevista para o segundo jogo em casa na temporada 2018-19 contra o Liverpool, em setembro de 2018, mas os atrasos na abertura do estádio obrigaram o Tottenham a prolongar o seu contrato de arrendamento temporário no Estádio de Wembley para a temporada de 2018-19 até abril de 2019. Também jogaram o seu jogo em casa na terceira rodada da Copa da Liga Inglesa de 2018–19 no Stadium MK. O primeiro jogo da NFL deveria ser Oakland Raiders contra Seattle Seahawks em 14 de outubro de 2018, mas também foi transferido para Wembley após o atraso do estádio. A loja do clube foi a primeira a abrir em 23 de outubro de 2018. O estádio foi inaugurado com uma cerimônia em 3 de abril de 2019, antes do seu primeiro jogo de competição sénior, um jogo da Premier League contra o Crystal Palace. O jogo foi ganho pelo Tottenham por 2-0, com Son Heung-min marcando o primeiro gol oficial da história do estádio.

## Arquitetura e estrutura do estádio

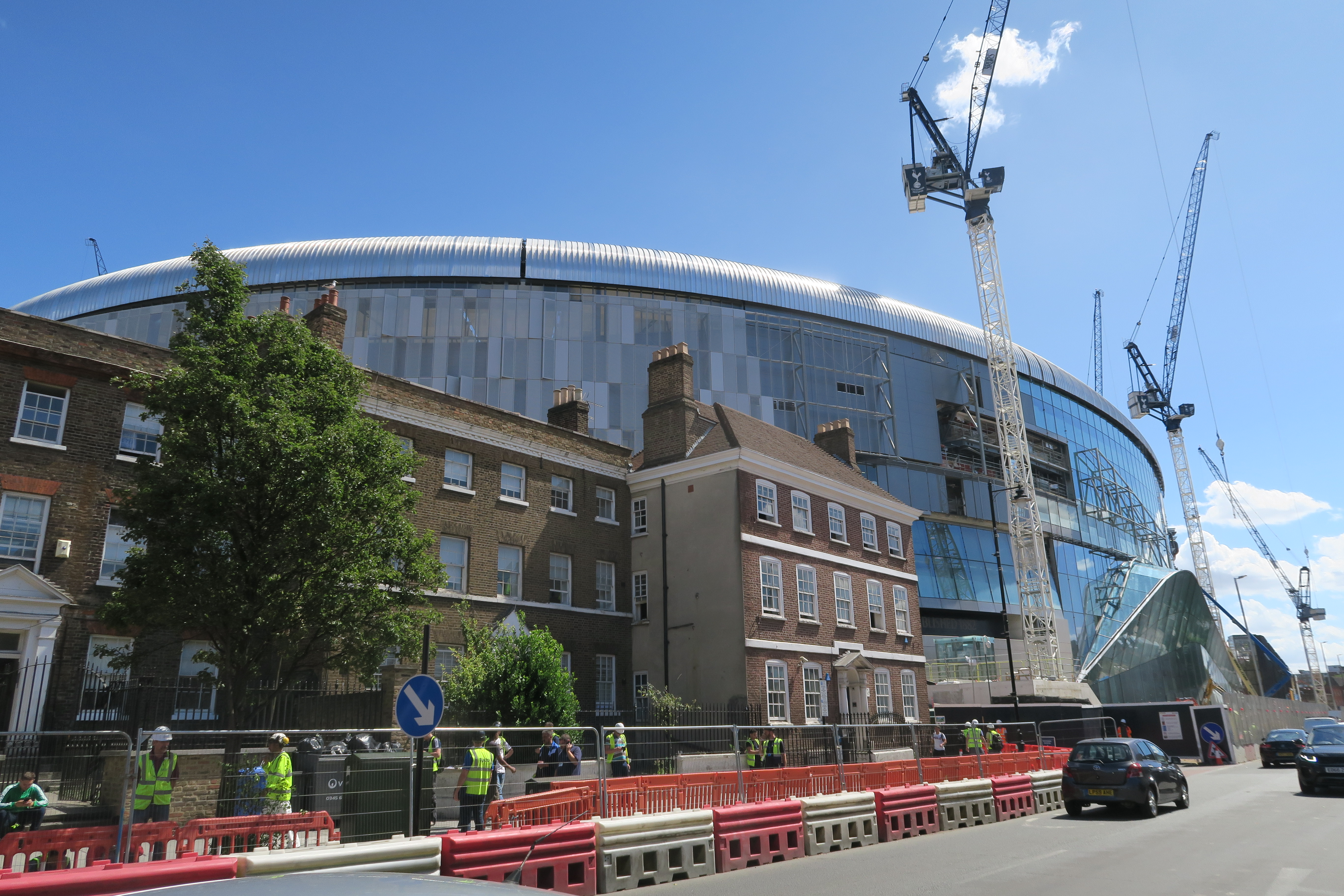
Vista externa do Tottenham Hotspur Stadium.

O estádio tem a forma de uma taça assimétrica, com uma capacidade de 62.062 lugares na época da inauguração. As dimensões do estádio são de aproximadamente 250 metros de comprimento no eixo norte-sul e 200 metros no eixo este-oeste; a altura é de 48 metros. A seção norte do estádio tem 9 pisos e a seção sul tem 5 pisos. A área interna total do estádio é de 119.945 m2.
Existem quatro grandes telas de LED instalados no interior do estádio (dois deles com 190 m2 e os outros dois com 179 m2). No exterior, estão instalados duas telas de vídeo na fachada do estádio. Existem ainda cerca de 1.800 telas de vídeo de diferentes dimensões instalados no interior e no recinto.

### Setores
Embora o estádio tenha a forma de uma taça, é possível distinguir quatro setores separados no interior do estádio. O South Stand foi concebido como um setor para os torcedores do clube mandante, é de um só piso e é o maior setor de um só piso do Reino Unido, com capacidade para 17.500 espectadores. A altura do South Stand é de 34,1 metros. O design do South Stand é inspirado na Muralha Amarela do estádio do Borussia Dortmund, o Signal Iduna Park, e pretende ser o coração do estádio, criando o principal ruído dos torcedores durante os jogos.

O North Stand tem 35,5 metros de altura e é composta por três níveis com saguões nos pisos 1, 2, 4 e 5. O East Stand e o West Stand têm 33,8 metros e 33,2 metros de altura, respetivamente, e dispõem de saguões nos pisos 1 e 5, eles têm quatro níveis cada: dois níveis grandes e mais dois pequenos para acomodar os assentos premium e VIP. O estádio tem cerca de 8.000 "lugares premium", bem como camarotes VIP. Todos os 62.062 lugares do estádio são de cor azul-marinho (as cores do Tottenham). 42.000 lugares são reservados para os titulares de bilhetes da temporada do clube. A largura mínima dos lugares é de 470 mm (em comparação com 455-460 mm em White Hart Lane), sendo a largura aumentada para 520-700 mm nos lugares premium, com maior espaço para as pernas. Foi atribuída uma área no canto nordeste do estádio aos torcedores visitantes, incluindo 3.000 lugares no nível inferior para as equipes da Premier League e até 15% da capacidade do estádio em três níveis para os jogos de copas em casa. Existem zonas no canto noroeste do estádio para as crianças que assistem aos jogos. Existem também lugares para espectadores com deficiência nos quatro setores.